# Саутсайдский душитель
Саутсайдский душитель (англ. Southside strangler) — это прозвище, которое дали СМИ, а позднее и полиция серийному убийце, действовавшему с 1990-х по 2000-е годы в Южном Чикаго, более известном как  Саут-Сайд, жертвами которого стали несколько десятков девушек и женщин. Впоследствии в ходе расследования было установлено, что убийства были совершены разными людьми и в городе действовало сразу несколько серийных убийц.

## Серия убийств
Все убийства произошли в городских районах, входящих в Саут-Сайд, населённых в основном цветными меньшинствами и прочими деклассированными элементами, имеющими низкий социальный статус, уровень образования и ведущих криминальный образ жизни. Городские районы Саут-Сайда известны своей тяжелой криминогенной ситуацией, в 1990-х годах на улицах районов совершалось несколько сотен убийств в год и совершалось преступлений, сопряженных с изнасилованиями, больше, чем в других территориальных зонах города. Многие из жертв преступлений были замечены в занятии проституцией и страдали наркотической зависимостью.

## Преступники
- Андре Кроуфорд,  действовал с 1993 по 1999 годы. Убил не менее 11 человек. Убийства совершал на территории районов Энглвуд и Нью-Сити[6][7].
- Хьюберт Джеральдс, действовал с 1994 по 1995 годы. Убил не менее 5 человек на территории района Энглвуд, благодаря чему получил прозвище «Энглвудский душитель» (англ. «Englwood strangler»)[8]. В 1999 году в результате ДНК-экспертизы была установлена его вина в совершении еще одного убийства девушки, за убийство которой в 1995 году был осужден другой житель Чикаго по имени Деррик Флуэллен, который подозревался в совершении еще нескольких убийств на территории Энглвуда, но впоследствии доказательств этому не было найдено[9]. В ноябре 1999 года обвинения с Флуэллена были сняты. Изначально в 1997 году Джеральдс был осужден за совершение 6 убийств, но впоследствии обвинение в убийстве одной из девушек было с него снято, так как в совершении ее убийства в начале 2000-х признался Андре Кроуфорд, признательные показания которого  были признаны более убедительными, чем признание Джеральдса, и изобиловали подробностями, которые были известны только следствию[10].
- Грегори Клеппер, по версии следствия действовал на территории разных районов Саут-Сайда с 1991 по 1996 годы. Клеппер также разыскивался по обвинению в совершении ряда изнасилований на территории города Сент-Пол  штат Миннесота, где он проживал с декабря 1994 года по июль 1995 года. В начале мая 1996 года 28-летний Клеппер был арестован по обвинению в убийстве 30-летней Патрисии Скотт, которую он задушил. Тело женщины Клеппер некоторое время хранил в спальне своего дома, после чего выбросил его в мусорный контейнер позади близлежащей школы при помощи своего друга 29-летнего Эрика Хендерсона и своей 48-летней матери. После ареста полиция на основании улик и свидетельских показаний заявила, что Клеппер является подозреваемым в совершении еще как минимум 26 убийств. Все жертвы занимались проституцией и страдали наркотической зависимостью, большая часть убийств произошла недалеко от дома Грегори Клеппера, а часть из убитых девушек и женщин были его знакомыми. Эрик Хендерсон после ареста заявил полиции, что в начале 1995 года помог Клепперу избавиться от тела 28-летней Алисии Томас, которую также задушил Клеппер и чье тело они также сбросили в мусорный контейнер, где оно было обнаружено 12 января 1995 года[11]. Сам Клеппер признался в том, что, будучи в состоянии наркотического опьянения, задушил различными способами 40 жертв. На допросах он дал показания по каждому эпизоду и нарисовал карту с обозначением мест совершения убийств и сброса тел жертв[12]. Однако впоследствии на основании результатов ДНК-анализа как в минимум в 14 случаях он был исключен из числа подозреваемых, а его показания были признаны недействительными. ДНК-экспертиза установила, что одно из убийств, в совершении которого ранее признавался Клеппер, в действительности совершил другой житель Саут-Сайда по имени Эрл Мак-младший[13]. В конечном итоге в июле 2001 года Клеппер был осужден только по обвинению в убийстве Патрисии Скотт и получил в качестве наказания 80 лет лишения свободы с возможностью условно-досрочного освобождения. Прокуратура округа Кук заявила о проведении дальнейших судебно-криминалистических экспертиз для установления его причастности к совершению остальных  убийств, однако результата это не принесло и в дальнейшие годы никаких других обвинений Грегори Клепперу предъявлено не было[14].
- Ральф Харрис, действовал на территории районов Чатем и Авалон-Парк с 1992 по 1995 годы. Совершил 26 нападений, в ходе которого 6 человек были убиты, шесть  девушек и женщин были изнасилованы, а ряд других остались в живых, получив огнестрельные ранения различной степени тяжести[15][16].

- Джоффри Гриффин, действовал на территории района Роузлэнд в период с 1998 по 2000 годы. Убил не менее 7 девушек и женщин. Все жертвы Гриффина занимались проституцией и были замечены в употреблении наркотических средств[17][18].